# Posiołok imieni Matrosowa
Posiołok imieni Matrosowa (ros. Посёлок имени Матросова) – osiedle robotnicze w azjatyckiej części Rosji, w obwodzie magadańskim.
Jest znane z wydobycia złoża złota. Na terenie Matrosowa znajdował się obóz pracy przymusowej. Więźniowie obozu, głównie polityczni, byli zatrudnieni w górnictwie. Wśród jego więźniów był znany ukraiński poeta Wasyl Stus i rosyjski dysydent Siergiej Kowaliow..